# エリザベス・キューブラー＝ロス
エリザベス・キューブラー＝ロス（独：Elisabeth Kübler-Ross、1926年7月8日 - 2004年8月24日）は、アメリカ合衆国の精神科医。死と死ぬことについて関する書『死ぬ瞬間』（1969年）の著者として知られる。
著書において、彼女は初めて今日では「死の受容のプロセス」と呼ばれている「キューブラー＝ロスモデル」を提唱している。まさに死の間際にある患者とのかかわりや悲哀（Grief）の考察や悲哀の仕事（Grief work）についての先駆的な業績で知られる。

## 経歴
キューブラー＝ロスは、スイスのチューリッヒに、三つ子姉妹の長女として生まれる。父親が医学部進学に反対で、自ら学費を捻出するため、当初は専門学校を経て、検査技師をしていた。その後、1957年、31歳の時にチューリッヒ大学医学部を卒業している。彼女は医学部での学生時代に知り合ったアメリカ人留学生マニー・ロスと共に学業をさらに続け、また働き口を探すべく、1958年アメリカにわたった。
彼女が医療活動を始めようとした時、病院が死に瀕している患者を扱う態度に愕然とさせられる。そこで、病気の患者をどう扱うべきなのかという一連の講義を始めた。これが、1961年の死と死ぬことについての講義につながっていく。1963年には、コロラド大学で精神科医の単位を取得している。1965年からシカゴ大学医学部に移り、臨床的な研究を発展させた。彼女は死をテーマにして20冊もの本を書き、世界各地で数多くの講演などを行った。1974年から1996年の間にそれら業績に対して、複数の大学、単科大学から20の名誉博士号を授与されている。
また、私財を投じて死に向かう患者のための施設（センター Center）を開設し精力的に活動を行なった。現在、この活動はホスピス運動の嚆矢のひとつと考えられている。彼女がホスピス運動を創始したわけではないが、それを推進した人々は、まさに彼女によってこの運動がいのちを与えられたのだと異口同音に語っている。
晩年にはエイズ患者へのかかわりを深め、エイズ患者のための新たなセンターの開設を計画したが、そのために近隣住民との深刻な軋轢を生み、最終的に拠点センターの閉鎖、移転を余儀なくされた。拠点センターは原因不明の火事により全焼したが、彼女はこの事件を対立する住民による放火であると認識していた。
1995年に脳梗塞に見舞われ左半身麻痺になった。その苦悩を2002年、アリゾナ・リパブリック紙のインタビューで語っている。2004年にアリゾナ州のスコットデールの自宅で亡くなった。
エリザベスの死後、モハメド・アリは著書『Tea With Elisabeth』の中でエリザベスの人生について次のように回想している。「エリザベスは、自己実現は人生の意味を理解する上で重要な要素であると教えてくれました。死と死にゆく過程について多くのことを教えてくれたこの女性が、まさに人生のキャンペーンであったことは偶然ではありません。」
2005年、彼女の息子ケン・ロスはアリゾナ州スコッツデールにエリザベス・キューブラー・ロス財団を設立しました。2024年現在、エリザベス・キューブラー・ロス財団は日本でも活動しています。商標「エリザベス・キューブラー・ロス」、およびキューブラー・ロスに関連するすべての著作権とその他の商標は、エリザベス・キューブラー・ロス・ファミリー有限責任事業組合を通じて彼女の子供たちによって管理されています。

## 死後の世界の存在について
彼女は死への過程のみならず、死後の世界に関心を向けるようになった。幽体離脱を体験し、霊的存在との交流などを著書や講演で語った。
一連の事柄に、関心を持つきっかけとなったのは、自分の担当していた患者が死に直面する時に、幽体離脱を経験しており、離脱中の描写があまりに正確だったことから、魂の存在を認めるに至ったという。

## 死の受容のプロセス
エリザベス・キューブラー＝ロスが『死ぬ瞬間』の中で発表したもの。以下のように纏められている。すべての患者がこのような経過をたどるわけではないとも書いている。
- 否認・隔離
自分が死ぬということは嘘ではないのかと疑う段階である。
- 怒り
なぜ自分が死ななければならないのかという怒りを周囲に向ける段階である。
- 取引
なんとか死なずにすむように取引をしようと試みる段階である。何かにすがろうという心理状態である。
- 抑うつ
なにもできなくなる段階である。
- 受容
最終的に自分が死に行くことを受け入れる段階である。

## 主要な著作
- On Death and Dying, (Simon & Schuster/Touchstone),1969
（『死ぬ瞬間 死にゆく人々との対話』川口正吉訳　読売新聞社　1971年）
（『死ぬ瞬間 死とその過程について』鈴木晶訳　読売新聞社　1998年、中公文庫　2001年、改版2020年）
- Questions and Answers on Death and Dying, (Simon & Schuster/Touchstone), 1972
（『死ぬ瞬間の対話』川口正吉訳　読売新聞社　1975年）
（『「死ぬ瞬間」をめぐる質疑応答』鈴木晶訳、中公文庫、2005年）
- Death: The Final Stage of Growth, (Simon & Schuster/Touchstone),1974
（『続 死ぬ瞬間』川口正吉訳　読売新聞社　1977年）
（『続 死ぬ瞬間　死、それは成長の最終段階』鈴木晶訳　読売新聞社　1999年、中公文庫 2001年）
- To Live Until We Say Goodbye, (Simon & Schuster/Touchstone), 1978
（『生命ある限り』霜山徳爾、沼野元義訳　産業図書　1982年、新装版1997年）
- The Doughy Letter -A Letter to a Dying Child, (Celestial Arts/Ten Speed Press) ,1979 Quest
（『ダギーへの手紙』アグネス・チャン訳　佼成出版社　1998年）
- Working It Through, (Simon & Schuster/Touchstone),1981
（『生命尽くして』霜山徳爾、沼野元義訳　産業図書　1984年）
- Living With Death and Dying, (Simon & Schuster/Touchstone),1981
（『死ぬ瞬間の子供たち』川口正吉訳　読売新聞社　1982年）
- Remember The Secret, (Celestial Arts/Ten Speed Press),1981
（『天使のおともだち』伊藤ちぐさ訳　日本教文社　1995年）
- On Children and Death, (Simon & Schuster),1983
（『新 死ぬ瞬間』秋山剛、早川東作訳　読売新聞社　1985年）
（『子どもと死について』鈴木晶訳、中公文庫　2007年）
- AIDS: The Ultimate Challenge, (Simon & Schuster), 1988
（『エイズ 死ぬ瞬間』読売新聞社科学部訳　読売新聞社　1991年）
- On Life After Death, (Celestial Arts), 1991
（『死後の真実』伊藤ちぐさ訳　日本教文社　1995年）
- Death is of Vital Importance, (Out of Print- Now "The Tunnel and the Light") 1995 Unfolding
（『「死ぬ瞬間」と臨死体験』鈴木晶訳　読売新聞社　1997年／『「死ぬ瞬間」と死後の生』 中公文庫　2001年、改版2020年）
- The Wings of Love, (Germany only - Silberschnur), 1996
- Making the Most of the Inbetween, (Various Foreign), 1996
- Aids and Love, The Conference in Barcelona, (Spain), 1996
- Longing to Go Back Home, (Germany only - Silberschnur), 1997
- The Wheel of Life, (Simon & Schuster/Scribner), 1997
（『人生は廻る輪のように』上野圭一訳　角川書店　1998年、角川文庫　2003年）
- Why Are We Here, (Germany only - Silberschnur), 1999
- The Tunnel and the Light, (Avalon), 1999
- Life Lessons, (Scribner), 2001
（『ライフ・レッスン』デーヴィッド・ケスラーとの共著、上野圭一訳　角川書店　2001年、角川文庫、2005年）
- On Grief and Grieving, (Scribner), 2005
（『永遠の別れ』デーヴィッド・ケスラーとの共著、上野圭一訳　日本教文社　2007年）
- Real Taste of Life: A photographic Journal　写真が主

## 参考資料
- Biography of EKR, (Written with Derek Gill), Harper & Row, 1980
  - デレク・ギル『「死ぬ瞬間」の誕生　キューブラー・ロスの50年』　貴島操子訳　（読売新聞社　1985年）
- BSドキュメンタリー「最期のレッスン〜キューブラー・ロス、かく死せり〜」NHK 2006年4月放送
- ETV特集「最後のレッスン　キューブラー･ロス　死のまぎわの真実」

### 回想
- 『エリザベス・キューブラー・ロスの思い出』　松永太郎訳（麻布小寅堂、2007年）
  - ファーン・スチュアート・ウェルチ／ローズ・ウィンタース／ケネス・ロス編、50名におよぶ知人たちの回想
  - 日本語版は堂園凉子（エリザベス・キューブラー・ロス・センター日本支部代表）によるオリジナル編集